# Заккор
Заккор (осет. Захъхъор, груз. ზახორი — Захори) — село в Закавказье, расположено в Ленингорском районе Южной Осетии, фактически контролирующей село; согласно юрисдикции Грузии — в Ахалгорском муниципалитете.

## География и состав
Село находится на западе Ленингорского района на реке Лехура.
Состав:
- Нижний Заккор (осет. Дæллаг Захъхъор,  груз. ქვემო ზახორი — Квемо-Захори) — к югу
- Средний Заккор (осет. Астæуккаг Захъхъор, груз. შუა ზახორი — Шуа-Захори)
- Верхний Заккор (осет. Уæллаг Захъхъор, груз. ზემო ზახორი — Земо-Захори) — к северу

## Население
Село населено этническими осетинами. По данным 1959 года в селе жило 253 жителя, в том числе в Нижнем Заккоре — 101 человек, Среднем Заккоре — 81 человек, Верхнем Заккоре — 76 человек, при этом абсолютное большинство составили осетины.

## История
В период южноосетинского конфликта в 1992—2008 гг. село входило в состав западной части Ленингорского района РЮО, находившейся в зоне контроля РЮО, на границе с зоной контроля Грузии. После войны в августе 2008 года село осталось под контролем властей РЮО.

## Топографические карты
- Лист карты K-38-65 Ленингори. Масштаб: 1 : 100 000. Издание 1979 г.